# Michael R. Lowe
Michael R. Lowe ( 1955 - ) es un botánico, y escritor inglés, destacado orquideólogo.

## Algunas publicaciones
- joan piera Olives, manuel b. Crespo Villalba, michael r. Lowe. 2003. Las orquídeas de la provincia de Alicante. Ed. Instituto Alicantino de Cultura "Juan Gil-Albert". 169 pp. ISBN 8477844232

- La abreviatura «M.R.Lowe» se emplea para indicar a Michael R. Lowe como autoridad en la descripción y clasificación científica de los vegetales.[1]